# Geraint Thomas
Geraint Howell Thomas (n. 25 mai 1986, Cardiff, Țara Galilor, Regatul Unit) este un ciclist profesionist galez din Cardiff.
A câștigat medalia de aur la Jocurile Olimpice din 2008 și la Jocurile Olimpice din 2012. În anul 2018 a câștigat Turul Franței.